# 합성수지 재질의 도시락용기 사용금지 사건
합성수지 재질의 도시락용기 사용금지 사건(2003헌마428)은 자원의절약과재활용촉진에관한법률시행령 제5조 등 위헌확인에 대한 대한민국 헌법재판소 판례이다.

## 사실관계
청구인은 합성수지 도시락과 도시락 용기의 제조판매업자들로 합성수지 도시락 용기 사용을 금지하는 법률 시행령이 청구인들의 영업의 자유, 평등권을 침해하고 신뢰보호의 원칙에도 위반되고 또 환경부장관이 규제개혁위원회의 권고를 따르지 아니한 것은 공권력의 불행사로 인하여 헌법상 영업의 자유 및 평등권을 침해받았다고 주장하며 헌법소원심판을 청구하였다.

## 관련 조문

### 자원의절약과재활용촉진에관한법률시행령
제5조[1회용품] 법 제2조 제10호의 규정에 의한 1회용품은 [별표 1]과 같다.
[별표 1] 1회용품(제5조 관련)
1. 1회용 컵, 접시, 용기(종이, 금속박, 합성수지 재질등으로 제조된 것을 말한다)

## 이유
그 직접적인 수범자는 식품접객업주이므로 청구인 중 용기 생산업자는 원칙적으로 제3자로 자기관련성을 가지지 않는다. 규제개혁위원회의 위와 같은 권고결정이 있었다고 하더라도 환경부장관에게 이에 따라야 할 법적 의무 즉 작위의무가 발생한다고 할 수 없다.

### 직업의 자유 제한여부
합성수지 용기를 사용한 도시락의 조리, 판매업에 종사하는 청구인들에게 영업방법에 직접적인 지장을 주어 헌법 제15조의 직업의 자유 중 직업수행의 자유를 제한한다. 직업수행의 자유는 입법자의 재량의 여지가 많은 것으로, 그 제한을 규정하는 법량에 대한 위헌 여부를 심사하는데 있어서 좁은 의미의 직업선택의 자유에 비하여 상대적으로 폭넓은 법률상의 규제가 가능한 것으로 보아 다소 완화된 심사기준을 적용하여 왔다.

##### 과잉금지원칙
합성수지 폐기물의 매립, 소각에 따른 환경오염을 줄여서 쾌적한 환경 속에서 생활할 국민의 권리를 확보하고 자원을 절약하여 공공복리를 증진시키는 것을 목적으로 하므로 목적이 정당하고 수단도 적합하다. 도서관에 사용되는 1회용 용기로서 합성수지 재질에 갈음하는 대체용기로는 펄프몰드 용기 등이 개발되어 있는바 피해의 최소성도 인정된다. 또한 비용이 늘기는 하나 합성수지 사용감소로 인한 공익이 청구인들이 입는 불이익에 비해 훨씬 크므로 법익의 균형성도 인정된다.

### 평등권의 침해 여부
컵라면 용기, 햇반 등과 같은 합성수지 포장재와 차별취급하고 있으나 이는 자의적으로 볼 수는 없어 침해하지 않는다.

### 신뢰보호원칙 침해 여부
신뢰보호원칙의 위반여부는 한편으로는 침해받은 신뢰이익의 보호가치, 침해의 중한 정도, 신뢰침해의 방법 등과 다른 한편으로는 새 입법을 통해 실현코자 하는 공익목적을 종합적으로 비교형량하여 판단하여야 한다.
합성수지도시락 용기의 사용제한이 확대되어 왔던 점 등을 고려하면, 위 청구인들은 배달 등의 경우에 예외를 인정한 종전의 시행규칙 조항이 향후 개정될 것이라고 충분히 예상할 수 있었다고 할 것이어서 위 청구인들의 신뢰는 존재하지 않거나 존재한다고 하더라도 매우 미약하다. 그러므로 헌법적 보호의 대상이 될만한 신뢰가 존재한다거나 신뢰보호의 필요성이 있다고 할 수 없다.

## 결론
공권력 불행사에 대한 부분은 부적합하여 각하하고 나머지는 이유없어 모두 기각한다.

## 같이 보기
- 도시락